# Ліцей № 5 (Мелітополь)
Мелітопольський ліцей № 5 — загальноосвітній навчальний заклад у місті Мелітополі Запорізької області.

## Історія
Середня школа № 5 відкрилася 1957 року, ставши першою школою, побудованою у Мелітополі після Німецько-радянської війни. У 1992 році школа була перетворена на гімназію. З 2019 року гімназія називається ліцеєм.

## Викладання
Профільним предметом у гімназії є економіка, але гімназисти також досягають високих результатів на олімпіадах з англійської мови, української мови, історії, географії, інформатики.
Гімназія співпрацює з іноземними волонтерами, залучаючи їх до викладання англійської мови та обговорення актуальних соціальних і політичних тем.
1993 року Микола Васильович Крапівка організував у гімназії театр ляльок. 2000 року театр отримав звання зразкового.

## Досягнення
Гімназія традиційно досягає високих результатів на міських та обласних предметних олімпіадах школярів, бере активну участь у міжнародному математичному конкурсі «Кенгуру» та фізичному конкурсі «Левеня», також щорічно бере участь в олімпіадах з української мови «Патріот», конкурсах з біології та природознавства «Колосок». Гімназія є однією з перших у місті за кількістю золотих медалістів серед випускників.

## Міжнародна співпраця
Делегації гімназистів їздили за кордон для участі в міжнародних проектах «Моделі ООН-2009» (Німеччина, 2009), «Мова танцю» (Туреччина, 2009). Гімназія приймала закордонні делегації в рамках міжнародного екологічного проєкту «Рука в руці — Зелений світ» (2012).

## Традиції
У 2007 році в школі було відкрито музей Ірбайхана Байбулатова — Героя Радянського Союзу, який загинув під час звільнення Мелітополя 26 жовтня 1943 року. З 1967 року гімназія підтримує тісні стосунки з рідним селом Байбулатова Осман'юртом, шефствує над могилою героя. Рік у рік ліцей приймає рідних та земляків Байбулатова.

## Відомі вчителі
- Алексєєва Любов Леонідівна (нар. 1948) — вчитель-методист вищої категорії. З 1971 по 2001 рік працювала в школі № 5 (спочатку старшою піонервожатою, потім учителем географії). Потім була завідувачкою художнього відділу Мелітопольського краєзнавчого музею
- Мавлідінова Валентина Костянтинівна (нар. 1950) — відмінник освіти СРСР, кавалер ордена Трудової Слави ІІІ ступеня. З 1980 року працює у гімназії вчителем англійської мови[13]
- Покуса Таміла Володимирівна — викладачка математики, переможець міського конкурсу «Учитель року» (2009)
- Науменко Ганна Олександрівна — вчитель основ безпеки життєдіяльності, переможець обласного етапу конкурсу «Учитель року» (2019)

## Відомі випускники
- Кушнарьов Євген Петрович (1951—2007) — український політик, губернатор Харківської області (2000—2004), один з лідерів Партії регіонів. На його пам'ять у 2007 році на будівлі гімназії було відкрито меморіальну дошку.
- Кумок Михайло Володимирович (нар. 1960) — генеральний директор медіахолдингу «Мелітопольські відомості»[14].
- Авдєєнко Сергій Іванович (нар. 1952) — український письменник, журналіст і краєзнавець. Навчався у 1959—1967 роках.
- Єфименко Василь Васильович (нар. 1963) — мер Мелітополя в 2002—2006 роках[15]